# 何觀 (明朝)
何觀（?—?），明朝官員。
其以善書為中書舍人。景泰二年，彈劾尚書王直，稱其“正統時阿附權奸，不宜在左右”。當時中官發現“權奸”字，以為說已，故意激怒明景帝憤怒，下科道參議。吏科給事中毛玉力詆何觀，恰逢監察御史上書稱“觀考滿不遷，私憾吏部”，明景帝大怒，下詔獄，謫九溪衛經歷。